# Hellbastard
Hellbastard ist eine englische Crustcore- und Thrash-Metal-Band aus Newcastle upon Tyne, die Ende 1984/Anfang 1985 gegründet wurde, sich 1992 auflöste und 2008 wieder zusammenfand.

## Geschichte
Die Band wurde Ende 1984/Anfang 1985 von Sänger und Gitarrist Malcolm „Scruff“ Lewty gegründet. Der Name leitete sich dabei von dem Titel eines Liedes ab, das sein Freund Martin für seine Band Sons of Bad Breath geschrieben hatte. Als Schlagzeuger kam Phil Laidlaw zur Band, während Christopher „Simo“ Simmons den Bass spielte. Ihr erster Auftritt war für Ende des Jahres 1985 in Scunthorpe geplant, jedoch spielte die Band 10,000 Species of Moss, 20,000 Species of Catfish in the Amazon, Okay!, mit der Hellbastard auftreten sollte, zu lang, sodass diese die gesamte Auftrittszeit aufbrauchte. Vor dem geplanten Auftritt zerstörte Simmons seinen Bass, sodass er sich einen leihen musste. Ihren ersten Auftritt hielt die Band dann in Newcastle zusammen mit Satanic Malfunctions ab. Vor dem Auftritt verließ Bassist Simmons die Band und wurde durch Ian „Scotty“ Scott ersetzt. Simmons zog daraufhin nach Bristol und danach nach Wales, wo er dann verstarb. Nach ihrem ersten Konzert folgten weitere Auftritte zusammen mit Conflict, Sacrilege, Kreator und Death. Im Jahr 1986 wurde das Demo Ripper Crust in den Old Mill Studios in Alnwick aufgenommen. Durch das Demo wurden Peaceville Records und Gore Records, der Vorläufer von Nuclear Blast, auf die Band aufmerksam und wollten das nächste Demo Hate Militia veröffentlichen. Slatko Dolic, Besitzer von Gore Records, verstarb jedoch vorher, sodass das Demo nicht mehr bei diesem Label veröffentlicht werden konnte. Auch Peaceville Records veröffentlichte jedoch das Demo nicht, obwohl sie das Lied Civilised? auf ihrer Kompilation A Vile Peace veröffentlichten. Das Demo erschien erst im Jahr 2000 über Dirty Thrash Records. Das Debütalbum Heading for Internal Darkness erschien im Jahr 1988 über Meantime Records. Das Album wurde im Januar desselben Jahres in den Lion Studios in Leeds aufgenommen. In dem Lied Death Camp war Wendy Gill als Gastsängerin zu hören. Der Veröffentlichung folgten Auftritte in ganz Europa. Nach der Veröffentlichung des Albums verließ Schlagzeuger Phil Laidlaw die Band und wurde durch Brian Newton ersetzt, der auf der EP They Brought Death erstmals auf einem Tonträger zu hören war. Die EP erschien im Jahr 1989 über das deutsche Label Temple of Love Records. Kurz darauf kam Ian Crow als zweiter Gitarrist hinzu und Bassist Scott wurde durch Drew Wright ersetzt. Die Band verhandelte daraufhin mit Vinyl Solution über die Veröffentlichung des nächsten Albums. Kurze Zeit später kam Necrosis Records ins Spiel, welches ein Sub-Label von Earache Records war und von Bill Steer und Jeff Walker von Carcass betrieben wurde. Letztlich erschien im Jahr 1990 das Album Natural Order über Earache Records selbst, wobei Ian Crow durch Gitarrist Ali Lee ersetzt worden war. Crow gründete ein wenig später Hellkrusher zusammen mit Ali Lynn von Energetic Krusher. Natural Order wurde in den Slaughterhouse Studios in Kingston upon Hull von Colin Richardson produziert. Der Veröffentlichung folgten diverse Auftritte, darunter auch ein Konzert im Jahr 1990 in Neapel zusammen mit Napalm Death. Anfang 1991 verließ Schlagzeuger Newton die Band und wurde durch Martin „Hairy“ Harrison, ein weiteres Energetic-Krusher-Mitglied, ersetzt. Daraufhin nahm die Band ein weiteres Demo namens Situation Violent auf, ehe sie sich 1992 auflöste.
2008 reformierte Gründungsmitglied Malcolm „Scruff“ Lewty (Gesang, Gitarre) Hellbastard. Neben Lewty bestand die Band aus Gitarrist Danny Matthew Guy, Bassist Gianluca Ait und Schlagzeuger Kristjan B. Heidarsson. Im Jahr 2009 folgte das Album The Need to Kill und im März des Jahres eine Europatournee.

## Stil
Felix Von Havoc nannte Hellbastard neben Concrete Sox, Deviated Instinct und den Spätwerken von Amebix als Beispiel für wahren Crust im Gegensatz zu crustigem Hardcore oder Crust-Core, der hauptsächlich auf Thrash Metal und Dis-Core basiere und von Bands wie Disrupt, Extreme Noise Terror und Doom vertreten werde. Hellbastards Ripper Crust gilt als erste Verwendung der Bezeichnung Crust für eine Spielart des Punk. Ihre Spätwerke jedoch seien „ziemlich voraussehbarer Metal“. Die Band selbst gibt als Einflüsse den „kontinuierlichen Angriff des super-repressiven Pathetizismus auf die Menschheit“ und der Menschheit auf die Umwelt an und beschreibt ihre Musik als nicht klassifizierbare Mischung aus Punk und Thrash Metal. Als Einflüsse für ihre Musik nennt die Band Gruppen wie Amebix, Antisect, Discharge, Hellhammer und Venom. Als Haupteinflüsse für die dem Anarcho-Punk nahestehenden, meist politischen Texte nennt Lewty Bands wie Crass, Rudimentary Peni und Flux of Pink Indians.

## Diskografie
- 1986: Ripper Crust (Demo, Eigenveröffentlichung)
- 1987: Hate Militia (Demo, Eigenveröffentlichung)
- 1988: Heading for Internal Darkness (Album, Meantime Records)
- 1989: They Brought Death (EP, Temple of Love Records)
- 1989: Official Rehearsal (Demo, Eigenveröffentlichung)
- 1989: Earache Demo (Demo, Eigenveröffentlichung)
- 1990: Natural Order (Album, Earache Records)
- 1991: Situation Violent (Demo, Eigenveröffentlichung)
- 1992: Demo Rehearsal 1992 (Demo, Eigenveröffentlichung)
- 1998: Heading for More Darkness (Kompilation, Bomb Factory Records)
- 1999: Blood, Fire & Hate (Kompilation, Control Records)
- 1999: In Grind We Crust (Kompilation, Acid Strings Records)
- 2000: The Good Go First (Demo, Dirty Thrash Records)
- 2009: Discography 1986-1987-1988 (Kompilation, Shaman Records)
- 2009: The Need to Kill (Album, Civilisation Records)
- 2009: Eco-War (EP, Selfmadegod Records)
- 2010: Hellbastard / Dissent (Split mit Dissent, Torture Garden Pictures Company)
- 2012: Hellbastard/Dresden (Split mit Dresden, Unleash Hell Records)
- 2012: Sons of Bitches (EP, PATAC Records)